# Андроцентризм
Андроцентризм (англ. Androcentrism від гр. андро — «людина, чоловік») — практика, свідома або несвідома, що розміщує чоловіка або чоловічу точку зору в центр усталеного погляду на світ, культуру та історію людства, культурно маргіналізуючи жіночність. Пов'язаний прикметник — андроцентричний. Фокус на жіночій перспективі називається гіноцентризмом.
Наслідками та прикладами андроцентризму є, зокрема, такі форми сексизму та нерівності:
- Сексуальна об'єктивація — суспільне ставлення до жінок як до об'єктів чоловічого бажання чи товару без поваги до особистості й гідності, відповідна репрезентація жінок (чоловічий погляд у візуальних мистецтвах, зокрема, кінематографі, відеоіграх) та поводження щодо них, що відбивається у суспільних практиках (сексуальне насильство, проституція, порнографія).
- Ефект Матильди — приписування жіночих наукових досягнень колегам-чоловікам. Лесбійське стирання — тенденція ігнорувати, вилучати, фальсифікувати чи переосмислювати лесбійську історію в наукових колах, медіа та інших першоджерелах.[1][2]
- Слабка дослідженість питань жіночого здоров'я та сексуальності.
- Діва в біді — архетипальний образ жінки у мистецтві, гендерний стереотип безпорадної та пасивної героїні, котра виступає декорацією і мотивом для протагоніста-чоловіка, котрий рухає сюжет.

## Подолання
- Жіноча історія, жіночі студії, гендерні дослідження. Феміністична історія переосмислює історію з застосуванням інструментів феміністської науки, доповнюючи її аспектами жіночого буття.
- З наслідками чоловікоцентрованих рішень борються гендерні політики, зокрема, загальнодержавні, а також феміністський рух загалом. Гендерний мейнстримінг відкрито ставить питання добробуту жінок на порядок денний.
- Паритетне жіноче представництво в органах влади для запобігання прийняттю рішень, що не враховують проблеми жінок через їх неочевидність для чоловічої більшості, забезпечують гендерні квоти.